# AIK Hockey Härnösand
AIK Hockey Härnösand, bildad 31 januari 1957 som Antjärns IK, är en ishockeyklubb i Härnösand. Nuvarande namn togs inför säsongen 1995/1996. 
När verksamheten startade 1957 spelade man på Tjärnsjösjöns is i Antjärn. Redan året därpå stod en egenhändigt byggd rink i Antjärn, på den plats där Antjärns ishall står i dag. 1960 byggdes ett klubbhus, och shallen invigdes till säsongen 1980/1981. Åren 1981-1984 avancerade klubben från Division III till Division I. Ungdomsverksamheten bedrivs fortsatt i Antjärns ishall medan representationslaget spelar i Högslättens ishall i centrala Härnösand. 1993 slog klubben för första gången. Modo Hockey i DM-finalen.

## Säsonger i Division I / Hockeyettan
Första gången AIK Härnösand tog sig upp i Division I var 1984/1985 när man fortfarande hette Antjärns IK. Då slutade man sist och flyttades direkt tillbaka till Division II. Sedan återkom man 1992/1993, 1993/1994 och 1995/1996 då man även bytt till nuvarande namn. 1998 gick man upp igen och denna gången blev det lite varaktigare.
| Säsong                                     | Division           | Placering | Vårserie                  | Playoff/kval                                                          |
| ------------------------------------------ | ------------------ | --------- | ------------------------- | --------------------------------------------------------------------- |
| 1998/1999                                  | Division I Norra   | 8         | 6:a i fortsättningsserien | 4:a i kval till nya Allsvenskan                                       |
| 1999/2000                                  | Division I Norra B | 2         |                           | 4:a i Norra kvalserien till Allsvenskan                               |
| 2000/2001                                  | Division I Norra B | 2         |                           | Besegrar Clemensnäs i playoff 3:a i kvalserien till Allsvenskan Norra |
| 2001/2002                                  | Division I Norra B | 3         |                           |                                                                       |
| 2002/2003                                  | Division I Norra B | 5         | 2:a i vårserien           |                                                                       |
| 2003/2004                                  | Division I Norra B | 8         | 2:a i vårserien           | 3:a i kvalserien till Division 1                                      |
| 2004/2005                                  | Division I Norra   | 10        |                           |                                                                       |
| 2005/2006                                  | Division 1B        | 2         | 2:a i Allettan            |                                                                       |
| 2006/2007                                  | Division 1B        | 2         | 2:a i Allettan            | Utslagna av Tingsryd i playoff                                        |
| 2007/2008                                  | Division 1B        | 5         | 2:a i vårserien           | 3:a i kvalserien till Division 1                                      |
| 2008/2009                                  | Division 1B        | 6         | 4:a i vårserien           |                                                                       |
| 2009/2010                                  | Division 1B        | 7         | 2:a i vårserien           |                                                                       |
| 2010/2011                                  | Division 1B        | 7         | 3:a i vårserien           | 1:a i kvalserien till Division 1                                      |
| 2011–2015 spelade laget i lägre divisioner |                    |           |                           |                                                                       |
| 2015/2016                                  | Hockeyettan Norra  | 12        | 8:a i vårserien           | 2:a i kvalserien till Division 1, nerflyttade                         |